# Georg Feuser
Georg Feuser (* Ende Januar 1941 in Stupferich bei Karlsruhe) ist ein deutscher Erziehungswissenschaftler.

## Leben
Feuser besuchte von 1947 bis März 1961 in Karlsruhe die katholische Volksschule, Höhere Handelsschule und Wirtschaftsoberschule. Anschließend studierte er von 1961 bis zum I. Staatsexamen im März 1963 an der Pädagogischen Hochschule Karlsruhe Pädagogik auf das Lehramt an Volks- und Realschulen. Seine Staatsexamensarbeit verfasste er über den geliebten Autor Dostojewskij. Feuser wechselte aus Protest gegen eine Schulreform von Rastatt, wo seine Familie lange weiter lebte, vor dem II. Staatsexamen nach Hessen und war ab 1963 Lehrer an einer der ersten Schulen für Geistigbehinderte in Deutschland in Frankfurt am Main. Ab 1971 war er Rektor der Martin-Buber-Schule in Gießen, die er mit eröffnet hat.
Nach dem II. Staatsexamen in Frankfurt absolvierte er 1967 bis 1969 ein postgraduales Studium der Sonderpädagogik an der Philipps-Universität Marburg mit dem Staatsexamen für die Fachrichtung Geistigbehindertenpädagogik. Feuser wurde 1978 bei Wolfgang Klafki an der Universität Marburg promoviert. Das Thema seiner Dissertation lautet: Grundlagen eines gesellschaftswissenschaftlich-erziehungswissenschaftlichen Verständnisses des frühkindlichen Autismus als Basis einer Pädagogik autistischer Kinder.
1972 baute Feuser die Zeitschrift Behindertenpädagogik. Vierteljahresschrift für Behindertenpädagogik in Praxis, Forschung und Lehre und Integration Behinderter auf und war bis 1988 verantwortlicher Redakteur und Schriftleiter der Zeitschrift.
Feuser war langjähriger Fachreferent für Geistigbehindertenpädagogik im Verband Deutscher Sonderschulen. Von 1978 bis 2005 lehrte er als Professor für Behindertenpädagogik an der Universität Bremen. 1999 erhielt er dort den Berninghausenpreis für ausgezeichnete Lehre und ihre Innovation. Bis Januar 2010 war er Gastprofessor am Erziehungswissenschaftlichen Institut der Universität Zürich.
Beim Verlag Peter Lang ist Feuser als Herausgeber der Schriftenreihe Behindertenpädagogik und Integration tätig.

## Position
Feuser zählt zu den Hauptvertretern der inklusiven Pädagogik. Sein Forschungsgebiet ist die Entwicklung und Konzeption einer Allgemeinen (integrativen) Pädagogik und entwicklungslogischen Didaktik. Diese Pädagogik hat den Anspruch, Menschen gemeinsam zu bilden: Eine Trennung in geistigbehinderte Schüler und „normale“ Schüler ist aufgehoben. Ein solcher Unterricht soll durch Kooperation der Schüler auf unterschiedlichen Entwicklungsniveaus am gemeinsamen Lerngegenstand realisiert werden. Georg Feusers Handeln wurde von vielen persönlichen Erfahrungen geprägt, zudem war er ein Kritiker der Reformpädagogik. Seine Theorie war ein wichtiger Zugang zu den internationalen Erasmus-Projekten INTEGER und EUMIE im Rahmen des Sokrates-Programmes, die für die Aus- und Weiterbildung inklusiver Pädagogen ein Curriculum erarbeiteten. Georg Feuser wirkte von 1997 bis 2005 dabei maßgeblich mit. Im Rahmen des Projektes INTEGER entstand auch ein Glossar grundlegender Begriffe der inklusiven Pädagogik (deutsch-englisch, englisch-deutsch).
Die Theorien Feusers basieren auf einem Verständnis der Entwicklung des Menschen in den Traditionen kulturhistorischer Psychologie und Tätigkeitstheorie – bezogen auf Jean Piaget und René Spitz. Philosophisch ist Feuser orientiert an Martin Buber sowie am Marxismus. Auf der Grundlage der Selbstorganisation und einer Rezeption des Konstruktivismus beschreibt er das Konzept geistiger Behinderungen als eine soziale Konstruktion. Aus dieser Sicht übt Georg Feuser eine radikale Kritik am bestehenden Schulsystem.
Ausgehend von der UN-Konvention über die Rechte von Menschen mit Behinderungen (2006) stellt Georg Feuser an das Bildungssystem den Anspruch, alle Kinder in einer Schule zu unterrichten. Seine Bemühungen haben dazu beigetragen, dass im Bundesland Bremen in den 1980er Jahren Schulversuche zum gemeinsamen Unterricht behinderter und nichtbehinderter Kinder durchgeführt wurden. In einem Stadtteil wurde das Modell der Integrationsklassen eingeführt, in anderen Stadtteilen wurde die Trennung zwischen Sonderschule und Regelschule beibehalten.
In Feusers Film Michaelas letzte Chance werden Therapiebemühungen einer geistig behinderten Frau dokumentiert. Der Film löste wegen des Bildmaterials kontroverse Diskussion aus. Das Konzept, das Feuser entwickelt hat, ist die Substituierend Dialogisch-Kooperative Handlungs-Therapie (SDKHT).

## Veröffentlichungen

### Monografien
- Beiträge zur Geistigbehindertenpädagogik. Jarick Oberbiel, Solms 1988, ISBN 3-920224-18-3
- Behinderte Kinder und Jugendliche. Zwischen Integration und Aussonderung. Wissenschaftliche Buchgesellschaft, Darmstadt 1995, ISBN 3-534-12171-6.

### Herausgabe
- Behinderte Pädagogik. Behindernde Pädagogik. Verhinderte Pädagogik. Jarick Oberbiel, Solms 1977, ISBN 3-920224-04-3.
- Erkennen und Handeln. Momente einer kulturhistorischen (Behinderten-) Pädagogik und Therapie. Festschrift für Wolfgang Jantzen.  Gemeinsam mit Ernst Berger. Pro Business, Berlin 2002, ISBN 3-934529-73-9.
- Integration heute – Perspektiven ihrer Weiterentwicklung in Theorie und Praxis. Lang, Frankfurt am Main 2003, ISBN 3-631-50186-2.
- „Ich fühle mich wie ein Vogel, der aus seinem Nest fliegt.“ – Menschen mit Behinderungen in der Erwachsenenbildung. Gemeinsam mit Tobias Erzmann. Lang, Frankfurt am Main 2011, ISBN 3-631-60950-7.

### Interviews mit Georg Feuser
- Interview mit Georg Feuser. In: Frank J. Müller (Hrsg.): Blick zurück nach vorn – WegbereiterInnen der Inklusion Bd. 2. Gießen: Psychosozial-Verlag 2018, online ISBN 978-3-8379-2773-3, ISBN 978-3-8379-7417-1. S. 57–146.
- Interview 2018. (PDF) Abgerufen am 13. März 2021.